# Zvučni zid (album)
Zvučni zid osmi je studijski album makedonskog rock sastava Leb i sol, koji izlazi 1986. godine, a objavljuje ga diskografska kuća Jugoton.
Deset godina glazbenog djelovanja obilježavaju s albumom Zvučni zid na kojemu se nalazi glazba za kazalište, film i televiziju. Autori materijala su Vlatko Stefanovski i Bodan Arsovski, dok na snimanju sudjeluju pjevačica i glumica Ana Kostovska, Nikola Dimuševski i Garabet Tavitjan (koji se vratio u sastav). Glazbene teme su "Bušava azbuka" za TV emisiju, kazališna predstava "Oslobođenje Skoplja", "Tumba, tumba divina", "Koštana" i filmovi Šmeker, Za sreću je potrebno troje i Sretna Nova 1949. Većinu materijala na albumu snima Braco Zafirovski, a uskoro im se u sastav pridružuju Goce Micanov na saksofonu i Kiril Džajkovski na klavijaturama.
Album 2006. godine na CD-u nanovo objavljuje diskografska kuća Croatia Records.

## Popis pjesama

### A strana
1. Šmeker (jesen 1985.)	
  - a) "Country"	(2:20)
  - b) "Otkačiška" (5:15)
  - c) "Glavna tema" (3:02)
2. Za sreću je potrebno troje (jesen 1985.)	
  - a) "Špica" (2:13)
  - b) "Galerija" (1:55)
  - c) "Mira plače" (1:25)
3. Sretna Nova 1949. (siječanj, zima, 1985.)	
  - a) "Uvod" (1:47)
  - b) "Pigijeva tema" (2:25)
  - c) "Vo borba" (0:35)

### B strana
1. Oslobođenje Skoplja (proljeće 1978.)	
  - a) "Jovano, Jovanke"	(4:12)
  - b) "Abre Makedonče"	(3:37)
2. Tumba, tumba divina (proljeće 1982.) (2:25)
3. Koštana (zima, 1985.)	
  - a) "Uvod" (2:00)
  - b) "Redžepovica" (2:30)
  - c) "Tapan so podzemen ekot" (1:10)
4. Bušava azbuka (siječanj 1986.)	
  - a) "Abv..." (1:25)
  - b) "Bukvoman" (2:40)

## Izvođači
- Vlatko Stefanovski - vokal, gitara
- Bodan Arsovski - bas gitara
- Garabet Tavitjan - bubnjevi

Glazbeni gosti
- Ana Kostovska - vokali
- Nikola Dimuševski - klavijature

## Vanjske poveznice
- Rateyourmusic - Recenzija albuma